# Helicomyces ambiguus
Helicomyces ambiguus är en svampart som först beskrevs av Andrew Price Morgan, och fick sitt nu gällande namn av Linder 1929. Helicomyces ambiguus ingår i släktet Helicomyces och familjen Tubeufiaceae.   Inga underarter finns listade i Catalogue of Life.